# Mokry Sámuel
Mokry Sámuel (Monostorszeg, 1832. május 8. – Budapest, Ferencváros, 1909. június 10.) magyar tanár, búzanemesítő. Mokry Endre (1827-1889) mérnök testvére.

## Életpályája
Szülei: Mokry Sámuel és Ágoston Vilma voltak. Iskoláit Újverbászon és a Pozsonyi Evangélikus Líceumban végezte el. Ezt követően Halléban és Keszthelyen tanult. 1854-1858 között Orosházán volt lelkész. 1858-tól a békéscsabai Andrássy Gyula Gimnázium és Kollégium vezetője, 1860-tól tanára, majd igazgatója lett. 1860-1864 között a békéscsabai evangélikus egyház hitszónoka volt. 1867-ben a Békésmegyei Gazdasági Egylet titkára és az egylet értesítőjének szerkesztője lett. 1900-ban Budapestre költözött. 1909. június 10-én szívszélhűdésben hunyt el; Orosházán temették el.

## Magánélete
1858-ban Mikolay Janka lett a felesége, Tessedik Sámuel unokája. 1882-ben meghalt Emma lánya, 1894-ben pedig feleségét is elvesztette.

## Emlékezete
- 1911-ben Békéscsabán utcát, majd később lakótelepet neveztek el róla.
- 2017-ben Orosházán avattak szobrot emlékére Székács Elemér és Baross László mellszobraival egyetemben.

## Művei
- Beszélgetések a búzatúltermelés káros volta felett (1871)
- Búzanemesítés (1875)
- A mezőhegyesi Szemle 1874-ben (1875)
- Mezei gazdaságunk reformjáról (1881)